# Região Metropolitana do Sudoeste Maranhense
A Região Metropolitana do Sudoeste Maranhense (RMSM) está localizada no estado brasileiro do Maranhão. Foi criada pela Lei Complementar Estadual n° 89 de 2005 e reformulada pela lei complementar estadual n° 204 de 2017.
É formada pelos municípios de Imperatriz, João Lisboa, Senador La Rocque, Buritirana, Davinópolis, Governador Edison Lobão, Montes Altos, Ribamar Fiquene, São Pedro da Água Branca, Vila Nova dos Martírios, Porto Franco, São Francisco do Brejão, Amarante do Maranhão, Sítio Novo, Carolina, Itinga do Maranhão, Açailândia, Campestre do Maranhão, Cidelândia, Lajeado Novo, São João do Paraíso e Estreito. A população estimada em 2022 era de 714.266 mil habitantes

## Municípios
| Município                | População (2022) | PIB em mil de R$ (2021) | Área (km²) (2022) | Distância até Imperatriz (km) |
| ------------------------ | ---------------- | ----------------------- | ----------------- | ----------------------------- |
| Imperatriz               | 273.110          | 3.828.780               | 1.488,336         | 0                             |
| Açailândia               | 106.550          | 3.828.780               | 5.806,307         | 63.61                         |
| Amarante do Maranhão     | 37.091           | 388.693                 | 7.438,217         | 81,95                         |
| Estreito                 | 33.294           | 1.138.794               | 2.718,978         | 125,0                         |
| João Lisboa              | 24.709           | 270.665                 | 1.135,211         | 12,2                          |
| Carolina                 | 24.062           | 525.940                 | 6.441,559         | 201,39                        |
| Porto Franco             | 23.903           | 1.026.129               | 1.417,483         | 91,10                         |
| Itinga do Maranhão       | 22.513           | 489.270                 | 3.590,033         | 120,0                         |
| Governador Edison Lobão  | 18.411           | 375.030                 | 615,858           | 30,0                          |
| Sítio Novo               | 17.074           | 221.539                 | 3.114,827         | 116,21                        |
| Senador La Rocque        | 14.700           | 187.168                 | 738,548           | 26,3                          |
| Davinópolis              | 14.404           | 190.230                 | 335,770           | 15,3                          |
| São Pedro da Água Branca | 13.444           | 127.634                 | 720,492           | 115,70                        |
| Buritirana               | 12.918           | 122.497                 | 818,124           | 67,3                          |
| Cidelândia               | 12.878           | 183.588                 | 1.464,421         | 50,39                         |
| Campestre do Maranhão    | 12.301           | 214.038                 | 615,384           | 72,95                         |
| Vila Nova dos Martírios  | 10.362           | 156.939                 | 1.188,771         | 90,70                         |
| São João do Paraíso      | 9.904            | 151.478                 | 2.053,830         | 113,77                        |
| Montes Altos             | 9.107            | 86.501                  | 1.488,336         | 64,6                          |
| São Francisco do Brejão  | 9.051            | 121.274                 | 745,593           | 45,18                         |
| Ribamar Fiquene          | 7.420            | 124.208                 | 750,553           | 51,1                          |
| Lajeado Novo             | 7.060            | 101.485                 | 1.047,725         | 89,23                         |
| Total                    | 714.266          | 17.725.000              | 45.734,36         | -                             |

## Geografia
Os tipos de vegetação da região sudoeste do Maranhão são a floresta amazônica e o cerrado. Uma unidade de conservação existente na região é a Reserva Extrativista da Mata Grande. O clima é  tropical subúmido, com chuvas concentradas entre novembro e abril.
A região é banhada pelo rio Tocantins, além dos riachos Cacau, o riacho Bacuri, Santa Teresa, Capivara, Barra Grande, Cinzeiro, Angical, Grotão do Basílio e Saranzal. 
O rio Tocantins possui grande importância para a região, sendo fonte de pescado, abastecimento, lazer nas suas praias fluviais (Praias do Cacau, do Meio, da Belinha e do Imbiral), e geração de energia elétrica, como a Usina Hidrelétrica de Estreito (MA) e a Usina Hidrelétrica de Serra Quebrada (em projeto).

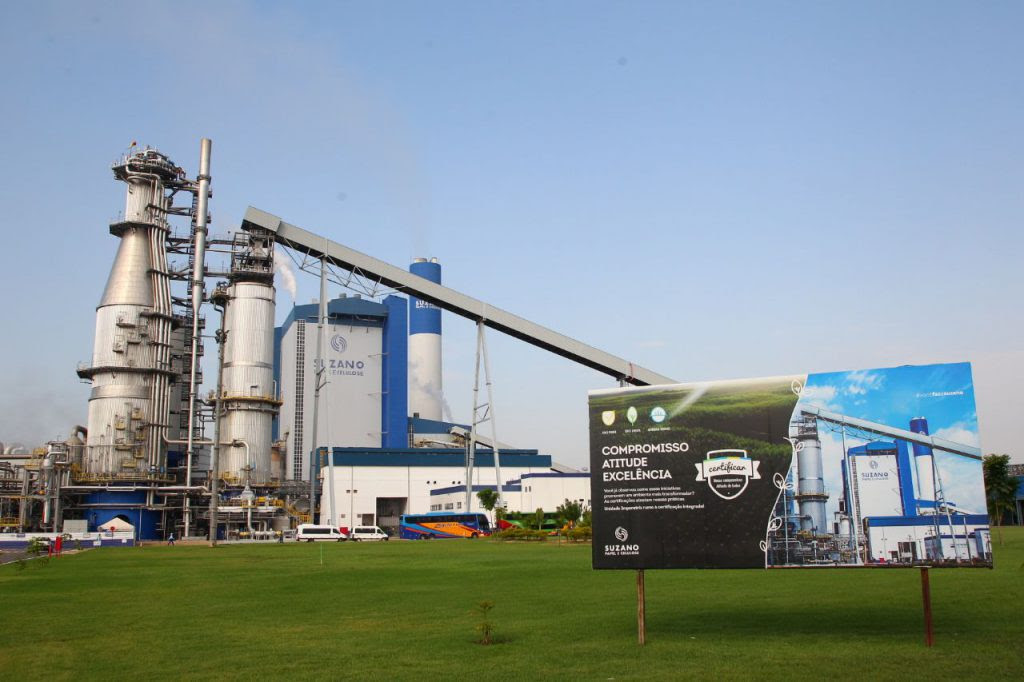
Fábrica da Suzano Celulose em Imperatriz

## Economia
Na região metropolitana está o parque industrial de Imperatriz, o segundo mais importante do estado.
A distribuição setorial da economia de Imperatriz corresponde a 0,5% na agropecuária, 26,9% na indústria e 72,6% em serviços. O setor de serviços também é o segundo maior do estado
O PIB do município de Imperatriz é o segundo maior do estado, correspondendo a 7,26 % do PIB estadual, em 2018.
Foi construído um ramal da ferrovia Norte-Sul para Imperatriz, que se destina a transportar a celulose até o Porto do Itaqui, em São Luís, por meio do entrocamento com a Ferrovia Carajás.

## Transportes
A infraestrutura da região é composta pela BR-010 (rodovia Belém-Brasília), Ferrovia Norte-Sul e rio Tocantins.
A MA-386, também conhecida como Rodovia Padre Josimo ou  Estrada do Arroz, liga os municípios de Imperatriz e Cidelândia. 
A AGEMSUL (Agência Executiva Metropolitana do Sudoeste do Maranhão) é uma autarquia estadual que tem por finalidade integrar a organização, o planejamento e a execução das funções públicas de interesse comum da região.

## Ciência e Tecnologia

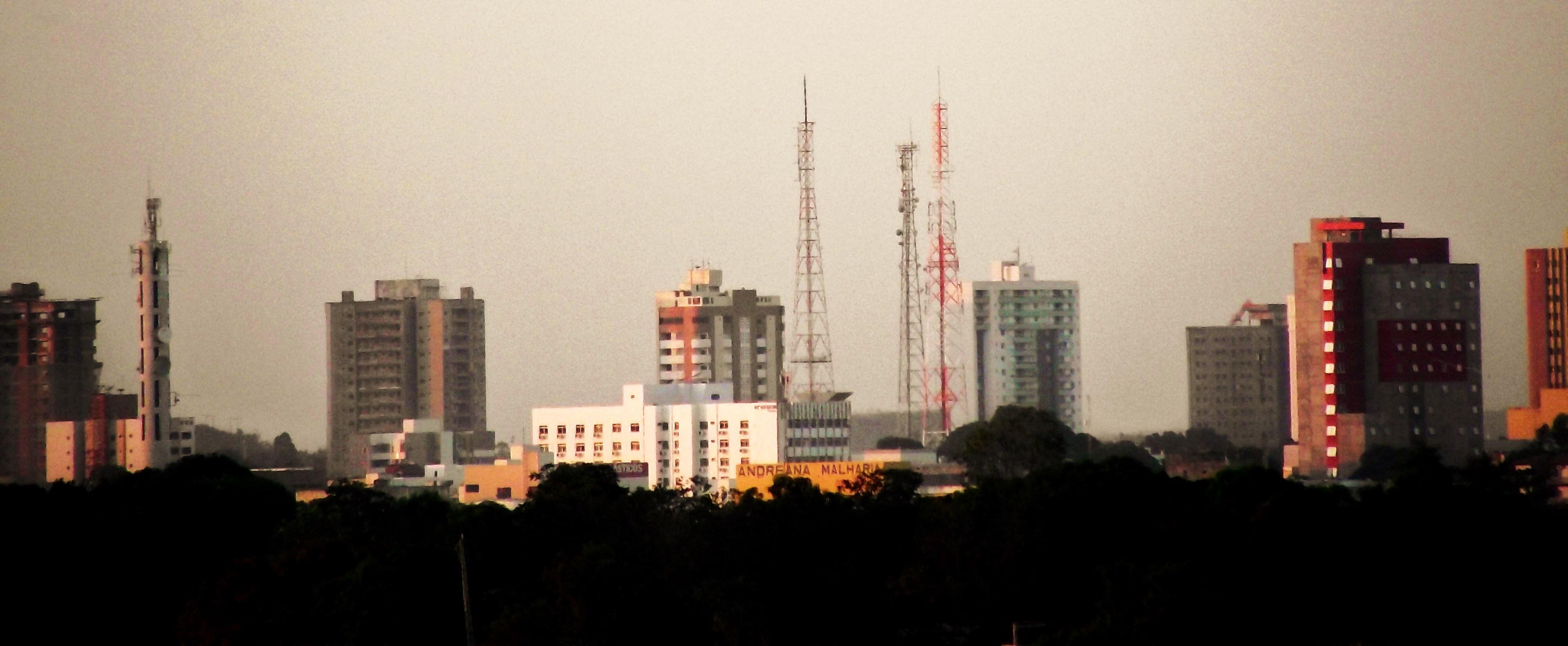
Imperatriz-MA

Entre os polos de produção e difusão de conhecimento científico, estão a Universidade Federal do Maranhão - UFMA, Universidade Estadual da Região Tocantina do Maranhão-UEMASUL, Instituto Estadual de Educação, Ciência e Tecnologia do Maranhão- IEMA e o Instituto Federal de Educação Ciência e Tecnologia do Maranhão - IFMA, dentre outras instituições de ensino. 

## Ver Também
- Região Metropolitana de São Luís
- Economia do Maranhão